# Myllaena curtipes
Myllaena curtipes är en skalbaggsart som beskrevs av Sharp 1880. Myllaena curtipes ingår i släktet Myllaena och familjen kortvingar. Inga underarter finns listade i Catalogue of Life.